# Šigeo Anzai
Šigeo Anzai (安斎 重男, Anzai Šigeo; 1939 – 13. srpna 2020) byl japonský fotograf.

## Životopis
Anzai ve svých dílech dokumentoval japonské umění. Retrospektiva z roku 2007 „Anzaï: Personal Photo Archives, 1970 – 2006“ (Národní umělecké centrum, Tokio) poprvé ukázala bezprecedentní sbírku 37 let umění v Japonsku. Osamělý kronikář, Anzaiův styl stydlivě dokumentující, přesto přesně obsáhlé umělecké fotografie je sám o sobě uměleckým předmětem. Na svých fotografiích vždy zahrnuje skutečné žijící lidi.
Zlom nastal v roce 1969, kdy navštívil galerii, která se připravovala na samostatnou výstavu Lee Ufana. Když Lee viděl, jak Anzai fotografuje scénu fotoaparátem, zeptal se: „Můžete vyfotit všechna díla na výstavě?“ Tito umělci, kterým se později říkalo „Mono-ha“, do galerie často nosili různé materiály, umisťovali je do určitého stavu a vytvářeli umělecká díla, která však po výstavě nezůstala. Zachycení díla na snímku mělo pro uchování uměleckého díla velký význam.